# Estação Couronnes
Couronnes é uma estação da linha 2 do Metrô de Paris, localizada no limite do 11.º e do 20.º arrondissements de Paris.
A estação foi o palco da maior acidente do metrô parisiense, que ocorreu em 1903, causando a morte de 84 pessoas.

## Localização
A estação está situada no boulevard de Belleville ao nível da rue des Couronnes.

## História
O nome da estação deriva da rue des Couronnes que deve o seu nome ao da localidade "Les Couronnes-sous-Savies" e que cruza a linha acima da estação.
Em 10 de agosto de 1903, 84 pessoas morreram por asfixia com a maioria delas na estação após o incêndio de um trem, vazio de passageiros, bloqueado entre as estações Couronnes e Menilmontant. Não havia saídas de emergência (as novas estações incluiriam duas, a estação Couronne ainda tem uma), nem circuitos elétricos de emergência (a estação estava mergulhada na escuridão) e os trens eram feitos de madeira. Este é o acidente mais mortífero do metrô parisiense.
Em 2013, 3 034 396 passageiros entraram na estação (contra 3 324 335 passageiros em 2011), o que a coloca na 175ª posição das estações de metrô por sua frequência em 302.

## Serviços aos passageiros

### Acesso
A estação tem um único acesso que leva à reserva central do boulevard de Belleville, de frente ao nº 37.

### Plataformas

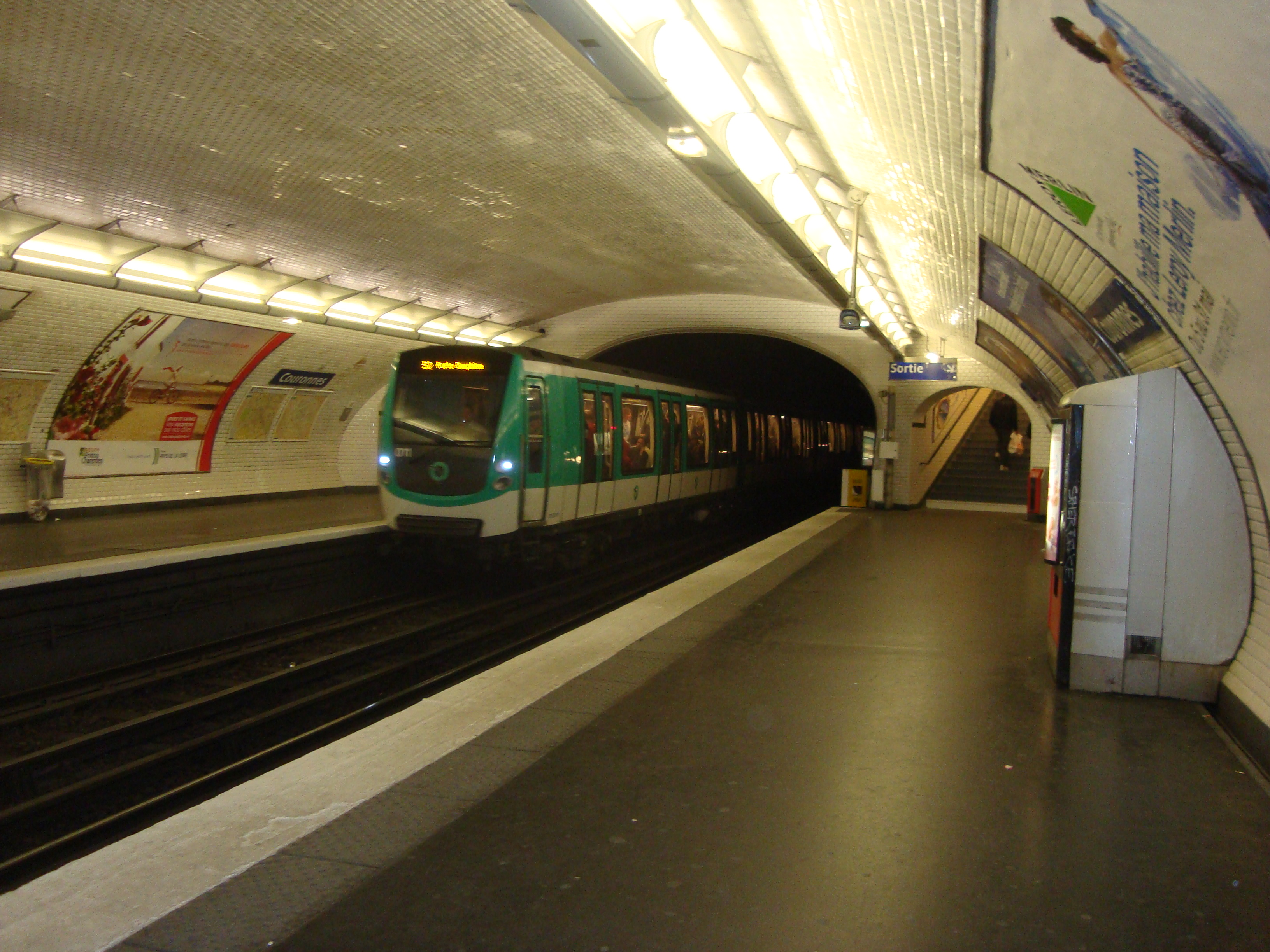
Um MF 01 entra na estação.

Couronnes é uma estação de configuração padrão: ela possui duas plataformas laterais separadas pelas vias do metrô e a abóbada é elíptica. A decoração é do estilo utilizado pela maioria das estações de metrô. A faixa de iluminação é branca e arredondada no estilo "Gaudin" da renovação do metrô da década de 2000, e as telhas em cerâmica brancas biseladas recobrem os pés-direitos, a abóbada e o tímpano. Os quadros publicitários são metálicos e o nome da estação é na fonte Parisine em placa esmaltada. Os assentos são do estilo "Motte" de cor vermelha.

### Intermodalidade
A estação é servida pelas linhas 20, 71 e 96 da rede de ônibus RATP e, à noite, pelas linhas N12 e N23 da rede Noctilien.